# Anabarilius paucirastellus
Anabarilius paucirastellus és una espècie de peix cipriniforme de la família dels ciprínids que es troba al riu Vermell (Xina).